# Smal bandtång
Smal bandtång (Zostera angustifolia) är en art i familjen bandtångsväxter.
Smal bandtång är vanlig på dyiga bottnar i grunda salt- och brackvatten och blir 10–40 centimeter hög. I Sverige förekommer den på vissa platser längs västkusten.